# Aldehyd krotonowy
Aldehyd krotonowy, β-metakroleina, CH
3CH=CHCHO – organiczny związek chemiczny z grupy aldehydów nienasyconych. W handlu dostępny zazwyczaj jako mieszanina izomerów Z i E.

## Otrzymywanie
Typową metodą otrzymywania aldehydu krotonowego jest dwuetapowy proces, który zaczyna się kondensacja aldolową aldehydu octowego pod wpływem zasad (np. NaOH) do aldolu. Związek ten, jako β-hydroksyaldehyd, łatwo ulega dehydratacji w środowisku kwasowym, np. wobec kwasu octowego, dając produkt końcowy:

## Zastosowanie
Aldehyd krotonowy stosowany jest do produkcji:
- 1-butanalu[5] i 1-butanolu[4], w reakcji uwodornienia katalitycznego:

CH
3CH=CHCHO + H
2 → CH
3CH
2CH
2CHO
CH
3CH=CHCHO + 2H
2 → CH
3CH
2CH
2CH
2OH
- kwasu sorbowego – kondensacja z ketenem[3] lub reakcja kwasem malonowym[6]:

CH
3CH=CHCHO + CH
2(COOH)
2 → CH
3CH=CH−CH=CHCOOH
- oraz łatwo tworzącego błony polimeru i wielu kopolimerów[7].

Wytwarzany jest z niego także kwas krotonowy, który także jest substratem do produkcji wielu kopolimerów.

## Właściwości
Jest łatwopalną cieczą o dość ostrym zapachu. Dobrze rozpuszcza się w wodzie i jest mieszalny z wieloma rozpuszczalnikami organicznymi.
W układzie sprzężonych wiązań podwójnych C=C i C=O aldehydu krotonowego dochodzi do delokalizacji elektronów, podobnie jak w 1,3-butadienie. W efekcie związek ten jest bardzo reaktywny i w obecności zanieczyszczeń może ulegać spontanicznej kondensacji, np. do pierścieniowego dimeru, tzw. aldehydu dikrotonowego.